# Erigorgus ferrugineus
Erigorgus ferrugineus là một loài tò vò trong họ Ichneumonidae.